# أندي بوث
أندي بوث (بالإنجليزية: Andy Booth)‏ (6 ديسمبر 1973 بهدرسفيلد في المملكة المتحدة - ) هو لاعب كرة قدم بريطاني في مركز الهجوم. شارك مع منتخب إنجلترا تحت 21 سنة لكرة القدم. أما مع النوادي، فقد لعب مع توتنهام هوتسبير وشيفيلد وينزداي وهدرسفيلد تاون.

## وصلات خارجية
- أندي بوث على موقع قاعدة بيانات كرة القدم.إي يو (الإنجليزية)
- أندي بوث على موقع Soccerbase.com (لاعب) (الإنجليزية)
- أندي بوث على موقع عالم كرة القدم.نت (الإنجليزية)